# Acer monspessulanum

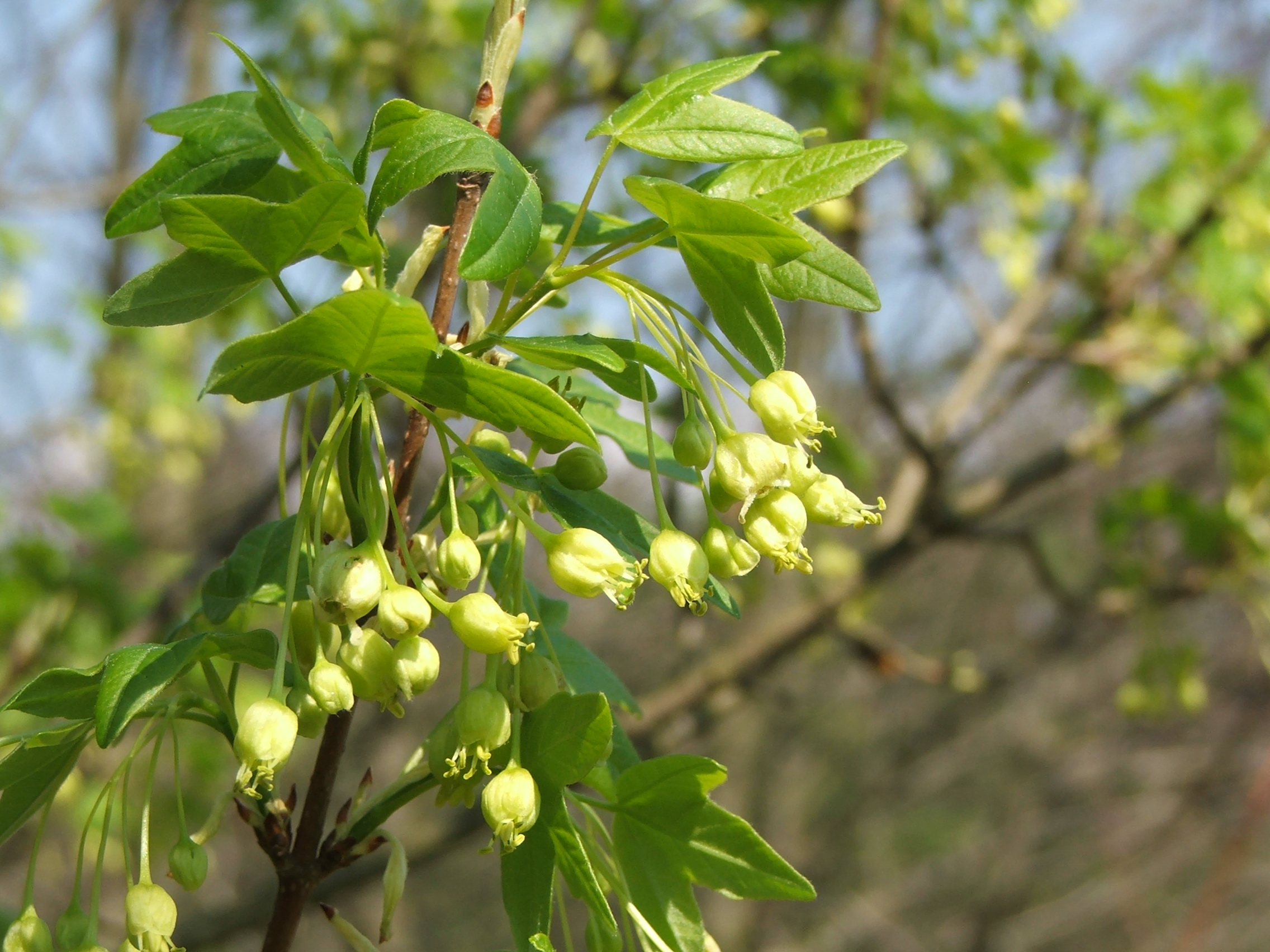
Flores de arce negro en primavera.

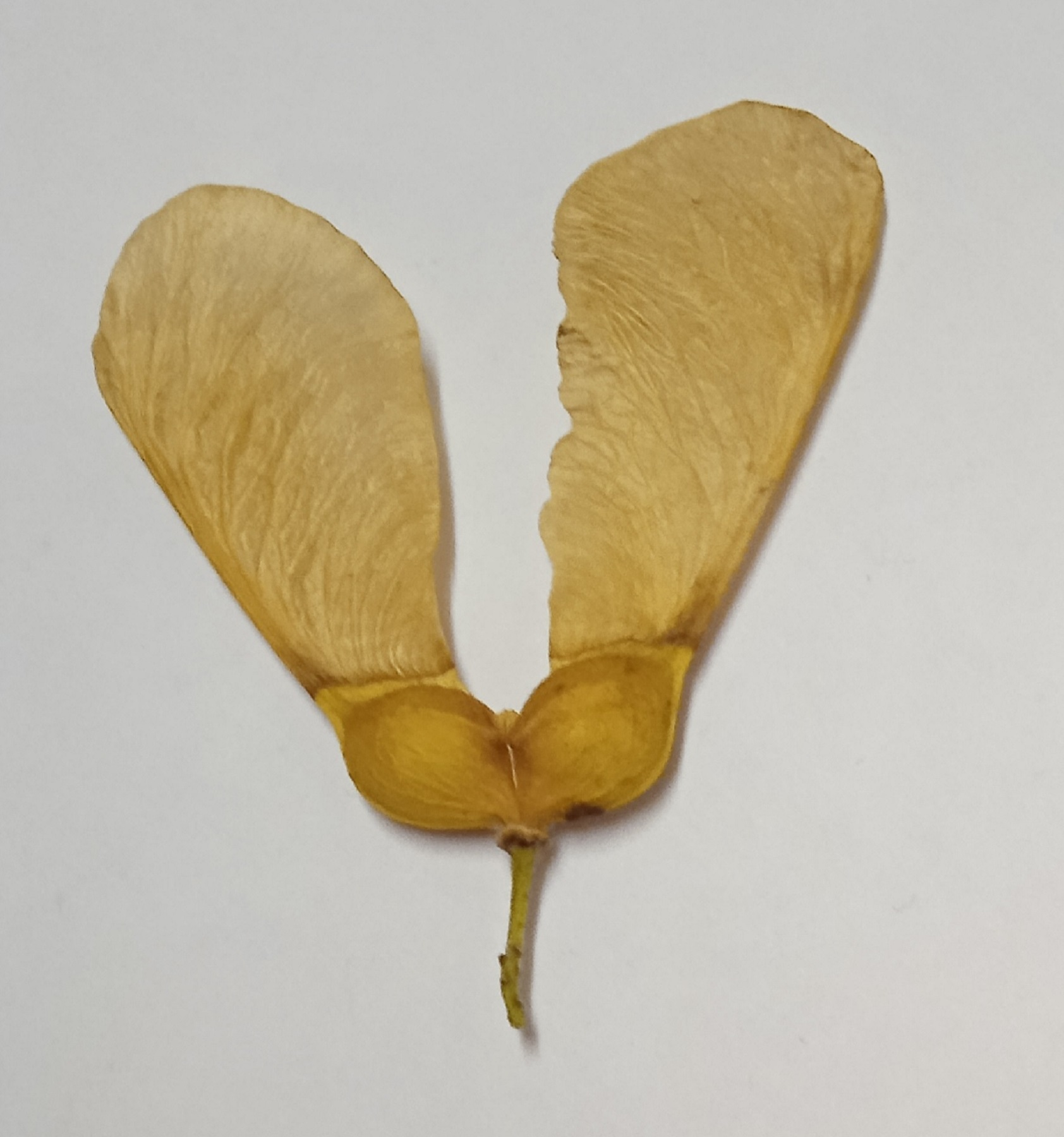
Disámara del arce de Montpellier

Acer monspessulanum, el arce de Montpellier,  enguelgue, o mundillo, es una especie de árbol perteneciente a la familia de las sapindáceas.

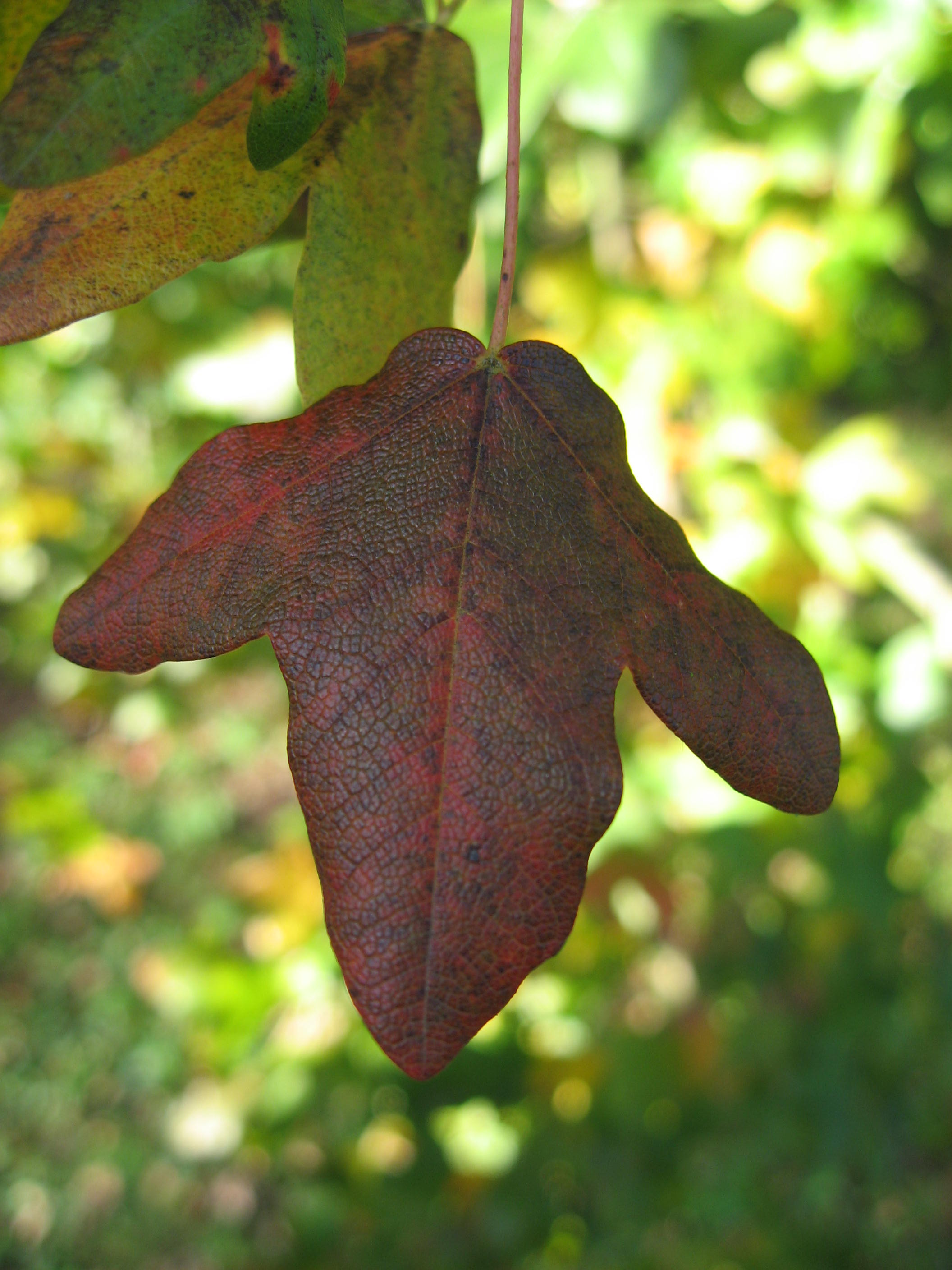
Detalle de la hoja en otoño.

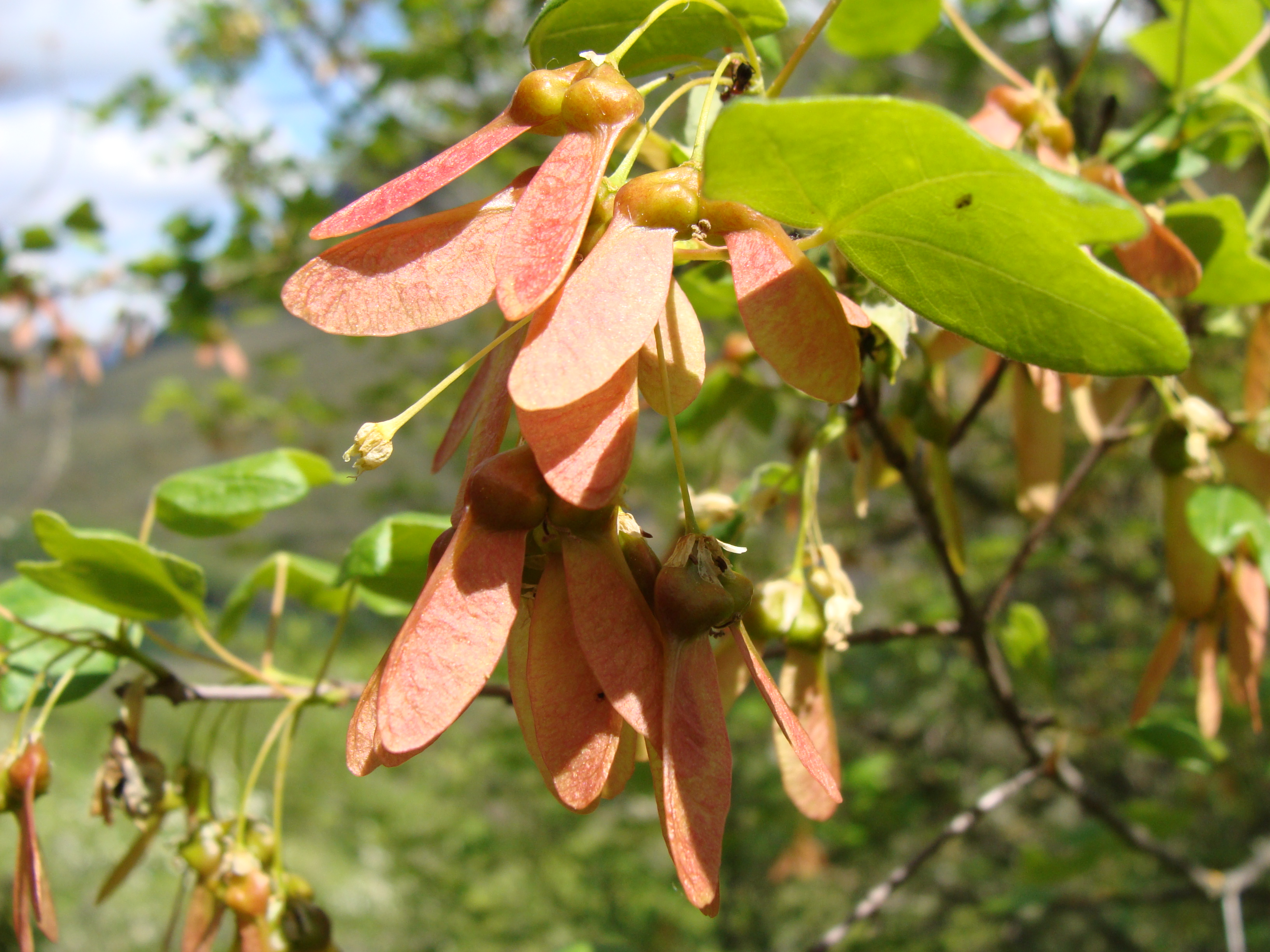
Frutos.

## Hábitat

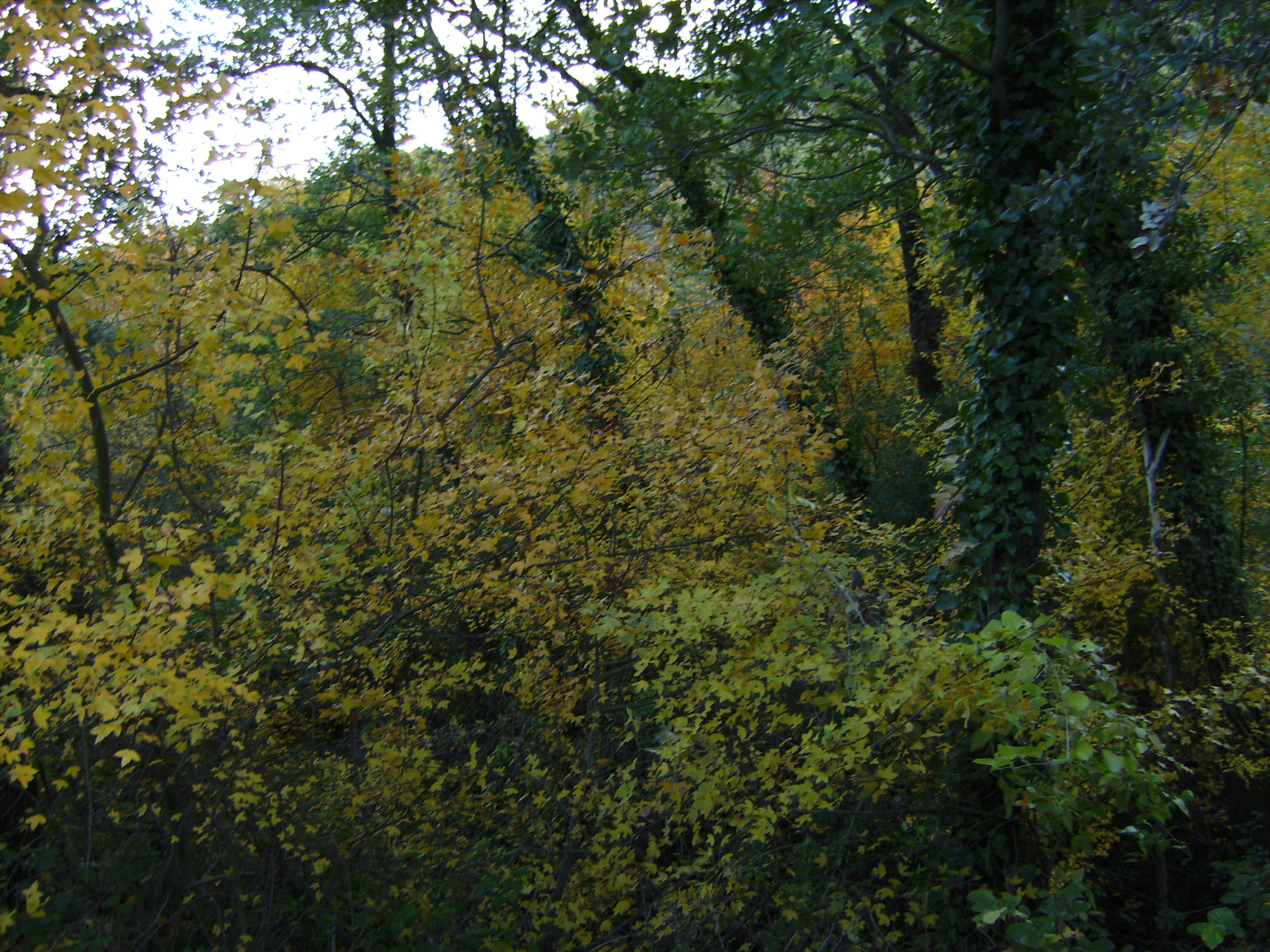
Acer monspessulanus (hojas amarillas) en otoño, Casrtelltallat, Catalonia

Es una especie de arce nativo de la región mediterránea, extendida desde Marruecos y Portugal al oeste hasta Turquía y el Líbano por el este. Por el norte llega hasta los montes Jura en Francia y hasta Alemania

## Descripción
Es un árbol de tamaño medio y con follaje frondoso que crece hasta una altura de 10-15 m (raramente hasta los 20). El tronco mide una media de 75 cm de diámetro, con corteza gris oscura y suave en los árboles jóvenes y finamente estriada en los ejemplares viejos. Entre las demás especies de arce se distingue por sus pequeñas hojas trilobuladas de unos 3-6 cm, de un color verde oscuro, con un tacto un poco poroso. Las hojas caen en otoño, normalmente hacia noviembre. Las flores brotan en primavera, en péndulos amarillos de unos 2-3 cm. Los frutos son disámaras de aproximadamente 3 cm de longitud, con las dos alas prácticamente paralelas entre sí. Su madera es valiosa.

## Taxonomía
Acer monspessulanum fue descrita por Carlos Linneo y publicado en Species Plantarum 1056, en el año 1753.
Etimología
Acer: nombre genérico que procede del latín ǎcěr, -ĕris = (afilado), referido a las puntas características de las hojas o a la dureza de la madera que, supuestamente, se utilizaría para fabricar lanzas. Ya citado en, entre otros, Plinio el Viejo, 16, XXVI/XXVII, refiriéndose a unas cuantas especies de Arce.
monspessulanum: epíteto geográfico que alude a su localización en Montpellier.
Variedades
Existen numerosas subespecies y variedades, aunque pocas son relevantes distintivamente. la más conocida es el Acer monspessulanum microphyllum de Turquía y el Líbano.
Sinonimia
| - Acer commutatum C.Presl - Acer denticulatum Dippel - Acer heckianum Asch. ex Wesm. - Acer hungaricum Borbás - Acer illyricum J.Jacq. - Acer liburnicum (Pax) Dippel - Acer loscosii Rouy - Acer rectangulum Dulac - Acer rumelicum (Griseb.) Borbás - Acer talyschense Radde-Fom. - Acer trifolium Duhamel - Acer trilobatum Lam. - Acer trilobum Moench |

Nombre común
- Castellano: acer, acere, acere duro, acirón, afre, almez borde, arce, arce de Montpeller, arce de Montpellier, arce silvestre, azar, ácer, ácere, ácere duro, escarrio, escarrón, enguelgue, palo santo, retembladera, sacere, sácere, uro, ázar, ázare.[9]